# Япония на зимних Олимпийских играх 2010
Япония принимала участие в зимних Олимпийских играх 2010 года, которые проходили в Ванкувере (Канада) с 12 по 28 февраля, где её представляли 93 спортсмена в четырнадцати видах спорта, исключением стал только хоккей. На церемонии открытия флаг Японии несла конькобежка Томоми Окадзаки, а на церемонии закрытия — фигуристка, серебряный призёр Олимпийский игр в Ванкувере, Мао Асада.
Зимние Олимпийские игры 2010 для Японии стали более успешными по количеству заработанных медалей нежели две предыдущие зимние Олимпиады — было завоёвано 5 олимпийских медалей: 3 серебряные и 2 бронзовые. В неофициальном медальном зачёте Япония заняла 20-е место.

## Медали
| \| Серебро \| \| \| \| \| № \| Спортсмены \| Вид спорта (дисциплина) \| Дата \| \| 1 \| Кэйитиро Нагасима \| Конькобежный спорт (мужчины, 500 метров) \| 15 февраля \| \| 2 \| Мао Асада \| Фигурное катание (женщины, одиночное катание) \| 25 февраля \| \| 3 \| Масако Ходзуми Нао Кодайра Маки Табата \| Конькобежный спорт (женщины, командная гонка) \| 27 февраля \| \| Бронза \| \| \| \| \| № \| Спортсмены \| Вид спорта (дисциплина) \| Дата \| \| 1 \| Дзёдзи Като \| Конькобежный спорт (мужчины, 500 метров) \| 15 февраля \| \| 2 \| Дайсукэ Такахаси \| Фигурное катание (мужчины, одиночное катание) \| 17 февраля \| |                                        |                                               |            |

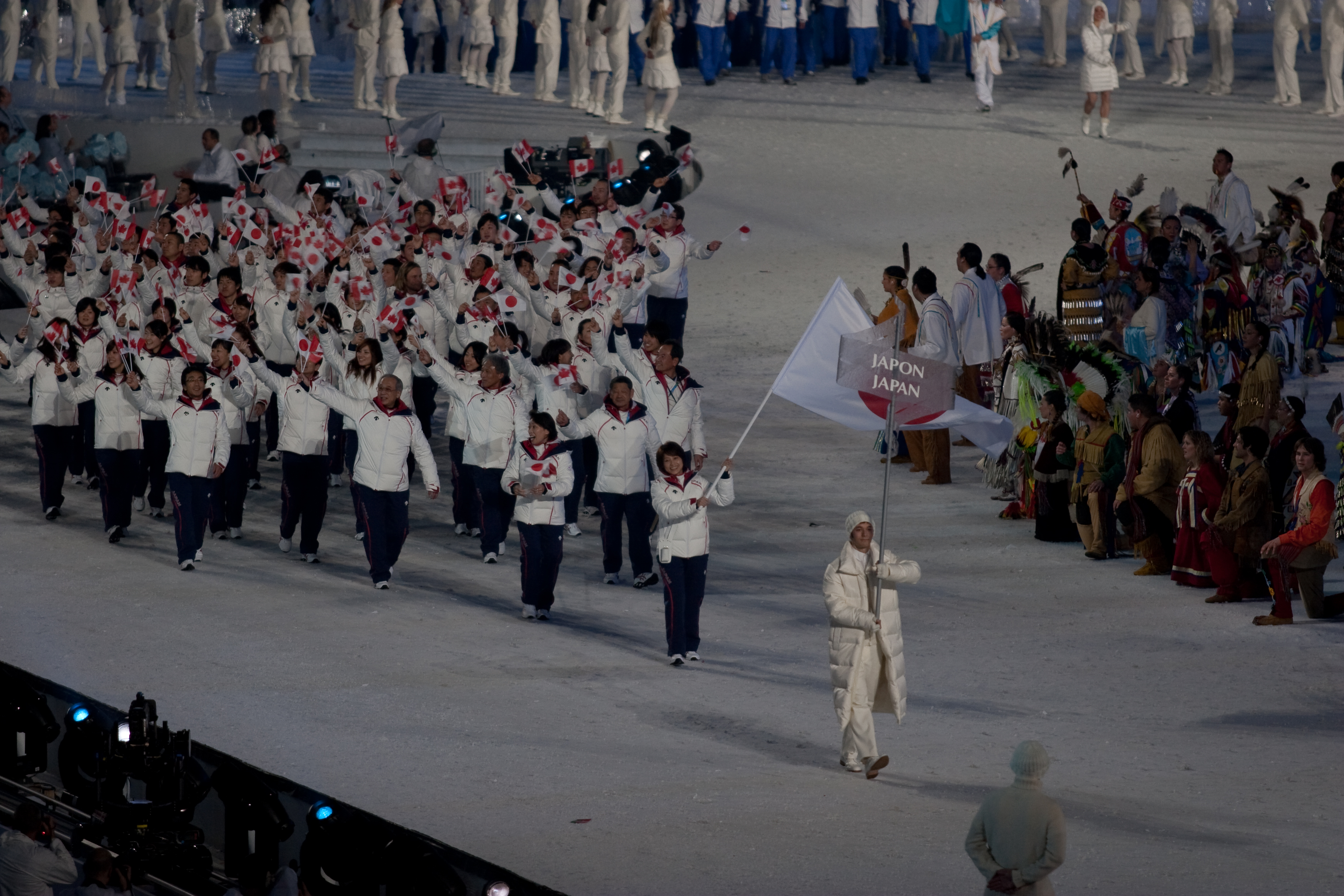
Делегация Японии на церемонии открытия игр

| Серебро |                                        |                                               |            |
| № | Спортсмены                             | Вид спорта (дисциплина)                       | Дата       |
| 1 | Кэйитиро Нагасима                      | Конькобежный спорт (мужчины, 500 метров)      | 15 февраля |
| 2 | Мао Асада                              | Фигурное катание (женщины, одиночное катание) | 25 февраля |
| 3 | Масако Ходзуми Нао Кодайра Маки Табата | Конькобежный спорт (женщины, командная гонка) | 27 февраля |
| Бронза |                                        |                                               |            |
| № | Спортсмены                             | Вид спорта (дисциплина)                       | Дата       |
| 1 | Дзёдзи Като                            | Конькобежный спорт (мужчины, 500 метров)      | 15 февраля |
| 2 | Дайсукэ Такахаси                       | Фигурное катание (мужчины, одиночное катание) | 17 февраля |

### 

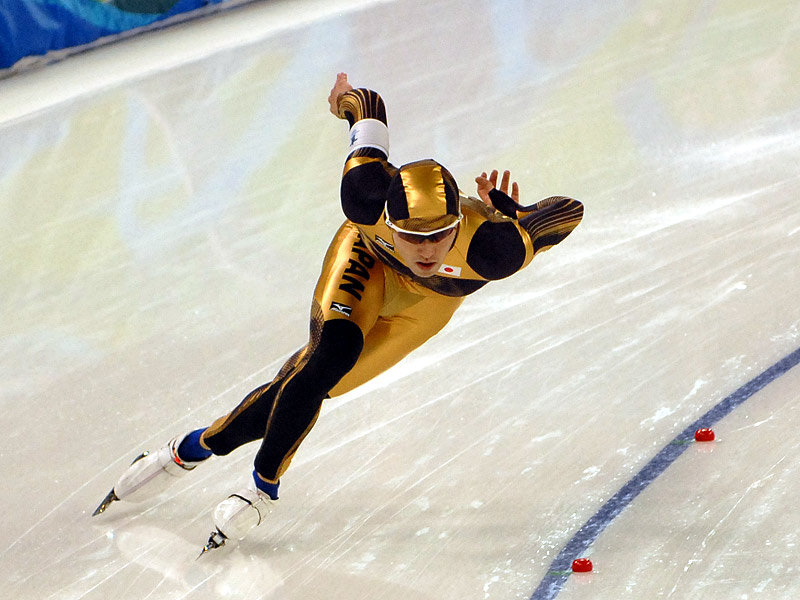
Кэйитиро Нагасима

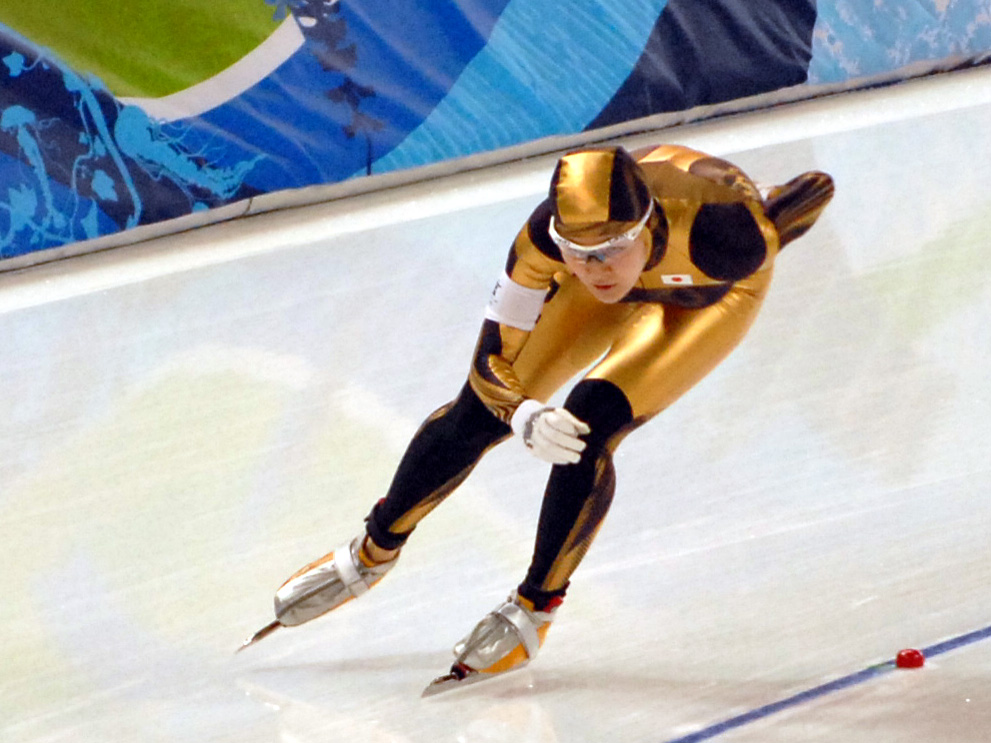
Масако Ходзуми

## Состав и результаты

### Биатлон
Мужчины
| Соревнование         | Спортсмены   | Стрельба | Время   | Место |
| -------------------- | ------------ | -------- | ------- | ----- |
| Спринт               | Хидэнори Иса | 1+2      | 27:42,2 | 68    |
| Индивидуальная гонка | Хидэнори Иса | 3+0+3+3  | 58:06,2 | 83    |

Женщины
| Соревнование         | Спортсмены    | Стрельба | Время   | Место |
| -------------------- | ------------- | -------- | ------- | ----- |
| Спринт               | Фуюко Судзуки | 1+0      | 21:58,0 | 44    |
| Гонка преследования  | Фуюко Судзуки | 0+0+0+1  | 36:41,9 | 54    |
| Индивидуальная гонка | Фуюко Судзуки | 1+1+0+1  | 46:30,3 | 53    |

### Бобслей
Мужчины
| Соревнование | Спортсмены                                                 | 1 заезд   | 1 заезд | 2 заезд   | 2 заезд | 3 заезд   | 3 заезд | 4 заезд               | 4 заезд               | Итоговый результат | Итоговое место |
| Соревнование | Спортсмены                                                 | Результат | Место   | Результат | Место   | Результат | Место   | Результат             | Место                 | Итоговый результат | Итоговое место |
| ------------ | ---------------------------------------------------------- | --------- | ------- | --------- | ------- | --------- | ------- | --------------------- | --------------------- | ------------------ | -------------- |
| Двойки       | Хироси Судзуки Кобаяси, Рюити                              | 53,24     | 23      | 53,30     | 21      | 53,13     | 21      | Завершили выступление | Завершили выступление | 2:39,67            | 21             |
| Четвёрки     | Хироси Судзуки Кобаяси, Рюити Синдзи Доигава Масару Мияути | 52,09     | 19      | 54,16     | 21      | 52,53     | 18      | Завершили выступление | Завершили выступление | 2:38,78            | 21             |

Женщины
| Соревнование | Спортсмены                | 1 заезд   | 1 заезд | 2 заезд   | 2 заезд | 3 заезд   | 3 заезд | 4 заезд   | 4 заезд | Итоговый результат | Итоговое место |
| Соревнование | Спортсмены                | Результат | Место   | Результат | Место   | Результат | Место   | Результат | Место   | Итоговый результат | Итоговое место |
| ------------ | ------------------------- | --------- | ------- | --------- | ------- | --------- | ------- | --------- | ------- | ------------------ | -------------- |
| Двойки       | Манами Хино Кономи Асадзу | 54,64     | 19      | 54,78     | 20      | 54,65     | 17      | 54,31     | 15      | 3:38,38            | 16             |

### Горнолыжный спорт
Мужчины
| Соревнование | Спортсмены       | Скоростной спуск/ 1 спуск | Скоростной спуск/ 1 спуск | Слалом/ 2 спуск | Слалом/ 2 спуск | Всего   | Место |
| Соревнование | Спортсмены       | Время                     | Место                     | Время           | Место           | Всего   | Место |
| ------------ | ---------------- | ------------------------- | ------------------------- | --------------- | --------------- | ------- | ----- |
| Слалом       | Акира Сасаки     | 49,41                     | 14                        | 52,35           | 22              | 1:41,76 | 18    |
| Слалом       | Кэнтаро Минагава | DNF                       | DNF                       | DNF             | DNF             | DNF     | DNF   |

### Кёрлинг

#### Женщины

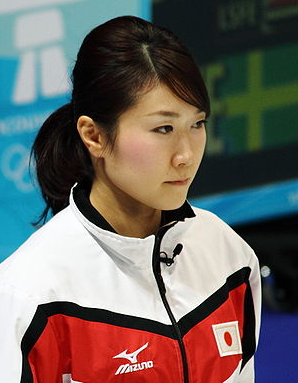
Скип японской сборной — Моэ Мэгуро

Состав
| Четвёртый         | Третий        | Второй     | Ведущий         | Запасной  |
| ----------------- | ------------- | ---------- | --------------- | --------- |
| Моэ Мэгуро (скип) | Мари Мотохаси | Маё Ямаура | Котоми Исидзаки | Анна Омия |

Круговой турнир
|  | Команды, выходящие в полуфинал |

| Место | Команда        | В | П | КЗ | КП | ВЭ | ПЭ | ОЭ | УЭ | ППД |
| ----- | -------------- | - | - | -- | -- | -- | -- | -- | -- | --- |
| 1     | Канада         | 8 | 1 | 56 | 37 | 40 | 29 | 20 | 13 | 81  |
| 2     | Швеция         | 7 | 2 | 56 | 52 | 36 | 36 | 13 | 5  | 79  |
| 3     | Китай          | 6 | 3 | 61 | 47 | 39 | 37 | 12 | 7  | 74  |
| 4     | Швейцария      | 6 | 3 | 67 | 48 | 40 | 36 | 7  | 12 | 76  |
| 5     | Дания          | 4 | 5 | 49 | 61 | 31 | 40 | 15 | 5  | 74  |
| 6     | Германия       | 3 | 6 | 52 | 56 | 35 | 40 | 15 | 4  | 75  |
| 7     | Великобритания | 3 | 6 | 54 | 59 | 36 | 41 | 11 | 10 | 75  |
| 8     | Япония         | 3 | 6 | 64 | 70 | 36 | 37 | 13 | 5  | 73  |
| 9     | Россия         | 3 | 6 | 53 | 60 | 36 | 40 | 14 | 13 | 77  |
| 10    | США            | 2 | 7 | 43 | 65 | 36 | 36 | 12 | 12 | 77  |

| Команда | 1 | 2 | 3 | 4 | 5 | 6 | 7 | 8 | 9 | 10 | Всего |
| США     | 1 | 2 | 0 | 1 | 0 | 2 | 0 | 1 | 0 | 0  | 7     |
| Япония  | 0 | 0 | 1 | 0 | 3 | 0 | 3 | 0 | 1 | 1  | 9     |

| Команда | 1 | 2 | 3 | 4 | 5 | 6 | 7 | 8 | 9 | 10 | Всего |
| Япония  | 0 | 3 | 0 | 0 | 0 | 2 | 0 | 0 | 1 | 0  | 6     |
| Канада  | 0 | 0 | 2 | 0 | 2 | 0 | 0 | 1 | 0 | 2  | 7     |

| Команда | 1 | 2 | 3 | 4 | 5 | 6 | 7 | 8 | 9 | 10 | Всего |
| Китай   | 2 | 0 | 0 | 0 | 2 | 0 | 2 | 0 | 0 | 3  | 9     |
| Япония  | 0 | 1 | 0 | 1 | 0 | 1 | 0 | 2 | 0 | 0  | 5     |

| Команда        | 1 | 2 | 3 | 4 | 5 | 6 | 7 | 8 | 9 | 10 | Всего |
| Великобритания | 0 | 0 | 1 | 0 | 2 | 0 | 0 | 1 | 0 | x  | 4     |
| Япония         | 1 | 0 | 0 | 3 | 0 | 1 | 1 | 0 | 5 | x  | 11    |

| Команда | 1 | 2 | 3 | 4 | 5 | 6 | 7 | 8 | 9 | 10 | 11 | Всего |
| Россия  | 0 | 0 | 0 | 3 | 3 | 0 | 0 | 2 | 0 | 1  | 0  | 9     |
| Япония  | 0 | 0 | 0 | 0 | 0 | 3 | 3 | 0 | 3 | 0  | 3  | 12    |

| Команда  | 1 | 2 | 3 | 4 | 5 | 6 | 7 | 8 | 9 | 10 | Всего |
| Япония   | 0 | 0 | 0 | 1 | 0 | 2 | 0 | 1 | 0 | 2  | 6     |
| Германия | 0 | 2 | 1 | 0 | 1 | 0 | 1 | 0 | 2 | 0  | 7     |

| Команда   | 1 | 2 | 3 | 4 | 5 | 6 | 7 | 8 | 9 | 10 | Всего |
| Япония    | 1 | 0 | 1 | 0 | 1 | 0 | 1 | 0 | x | x  | 6     |
| Швейцария | 0 | 2 | 0 | 4 | 0 | 2 | 0 | 2 | x | x  | 7     |

| Команда | 1 | 2 | 3 | 4 | 5 | 6 | 7 | 8 | 9 | 10 | Всего |
| Япония  | 0 | 1 | 0 | 1 | 0 | 3 | 0 | 1 | 0 | x  | 6     |
| Швеция  | 2 | 0 | 3 | 0 | 1 | 0 | 2 | 0 | 2 | x  | 10    |

| Команда | 1 | 2 | 3 | 4 | 5 | 6 | 7 | 8 | 9 | 10 | Всего |
| Япония  | 0 | 0 | 0 | 2 | 0 | 2 | 0 | 0 | 1 | x  | 5     |
| Дания   | 0 | 0 | 3 | 0 | 1 | 0 | 0 | 3 | 0 | x  | 7     |

### Конькобежный спорт
Мужчины
Индивидуальные гонки
| Соревнование  | Спортсмены        | 1 забег       | 1 забег       | 2 забег       | 2 забег       | Результат | Место |
| Соревнование  | Спортсмены        | Результат     | Место         | Результат     | Место         | Результат | Место |
| ------------- | ----------------- | ------------- | ------------- | ------------- | ------------- | --------- | ----- |
| 500 метров    | Кэйитиро Нагасима | 35,10         | 6             | 34,876        | 1             | 69,98     | 2     |
| 500 метров    | Дзёдзи Като       | 34,93         | 3             | 35,076        | 5             | 70,01     | 3     |
| 500 метров    | Юя Оикава         | 35,17         | 13            | 35,254        | 14            | 70,42     | 13    |
| 500 метров    | Акио Ота          | 35,31         | 17            | 35,347        | 16            | 70,66     | 17    |
| 1000 метров   | Тадаси Обара      | Не проводится | Не проводится | Не проводится | Не проводится | 1:10,51   | 17    |
| 1000 метров   | Тэрухиро Сугимори | Не проводится | Не проводится | Не проводится | Не проводится | 1:11,13   | 26    |
| 1000 метров   | Рёхэй Хага        | Не проводится | Не проводится | Не проводится | Не проводится | 1:11,46   | 29    |
| 1000 метров   | Кэйитиро Нагасима | Не проводится | Не проводится | Не проводится | Не проводится | 1:12,71   | 37    |
| 1500 метров   | Тэрухиро Сугимори | Не проводится | Не проводится | Не проводится | Не проводится | 1:49,19   | 26    |
| 1500 метров   | Синго Дои         | Не проводится | Не проводится | Не проводится | Не проводится | 1:49,77   | 30    |
| 5000 метров   | Хироки Хирако     | Не проводится | Не проводится | Не проводится | Не проводится | 6:33,90   | 19    |
| 5000 метров   | Сигэюки Дэдзима   | Не проводится | Не проводится | Не проводится | Не проводится | 6:43,82   | 27    |
| 10 000 метров | Хироки Хирако     | Не проводится | Не проводится | Не проводится | Не проводится | 13:37,56  | 11    |

Командная гонка
| Соревнование    | Спортсмены                                      | Четвертьфинал      | Полуфинал          | Финал    | Финал              | Итоговое место |
| Соревнование    | Спортсмены                                      | Соперник Результат | Соперник Результат | Название | Соперник Результат | Итоговое место |
| --------------- | ----------------------------------------------- | ------------------ | ------------------ | -------- | ------------------ | -------------- |
| Командная гонка | Хироки Хирако Сигэюки Дэдзима Тэрухиро Сугимори | США · П 3:48,15    | Не участвовали     | D        | Швеция · П 3:49,11 | 8              |

Женщины
Индивидуальные гонки
| Соревнование | Спортсмены      | 1 забег       | 1 забег       | 2 забег       | 2 забег       | Результат | Место |
| Соревнование | Спортсмены      | Результат     | Место         | Результат     | Место         | Результат | Место |
| ------------ | --------------- | ------------- | ------------- | ------------- | ------------- | --------- | ----- |
| 500 метров   | Саюри Ёсии      | 38,56         | 6             | 38,432        | 5             | 76,99     | 5     |
| 500 метров   | Нао Кодайра     | 38,83         | 12            | 38,797        | 12            | 77,63     | 12    |
| 500 метров   | Сихоми Синъя    | 38,96         | 16            | 38,765        | 10            | 77,72     | 14    |
| 500 метров   | Томоми Окадзаки | 38,97         | 17            | 39,060        | 20            | 78,03     | 16    |
| 1000 метров  | Нао Кодайра     | Не проводится | Не проводится | Не проводится | Не проводится | 1:16,80   | 5     |
| 1000 метров  | Саюри Ёсии      | Не проводится | Не проводится | Не проводится | Не проводится | 1:17,81   | 15    |
| 1000 метров  | Томоми Окадзаки | Не проводится | Не проводится | Не проводится | Не проводится | 1:19,41   | 34    |
| 1000 метров  | Михо Такаги     | Не проводится | Не проводится | Не проводится | Не проводится | 1:19,53   | 35    |
| 1500 метров  | Нао Кодайра     | Не проводится | Не проводится | Не проводится | Не проводится | 1:58,20   | 5     |
| 1500 метров  | Маки Табата     | Не проводится | Не проводится | Не проводится | Не проводится | 2:00,12   | 19    |
| 1500 метров  | Михо Такаги     | Не проводится | Не проводится | Не проводится | Не проводится | 2:01,86   | 23    |
| 1500 метров  | Саюри Ёсии      | Не проводится | Не проводится | Не проводится | Не проводится | 2:02,26   | 26    |
| 3000 метров  | Масако Ходзуми  | Не проводится | Не проводится | Не проводится | Не проводится | 4:07,36   | 6     |
| 3000 метров  | Сихо Исидзава   | Не проводится | Не проводится | Не проводится | Не проводится | 4:15,62   | 15    |
| 3000 метров  | Эри Натори      | Не проводится | Не проводится | Не проводится | Не проводится | 4:18,18   | 21    |
| 5000 метров  | Масако Ходзуми  | Не проводится | Не проводится | Не проводится | Не проводится | 7:04,96   | 7     |
| 5000 метров  | Сихо Исидзава   | Не проводится | Не проводится | Не проводится | Не проводится | 7:12,23   | 9     |

Командная гонка
| Соревнование    | Спортсмены                             | Четвертьфинал                | Полуфинал          | Финал    | Финал                | Итоговое Место |
| Соревнование    | Спортсмены                             | Соперник Результат           | Соперник Результат | Название | Соперник Результат   | Итоговое Место |
| --------------- | -------------------------------------- | ---------------------------- | ------------------ | -------- | -------------------- | -------------- |
| Командная гонка | Масако Ходзуми Нао Кодайра Маки Табата | Республика Корея · В 3:02,89 | Польша · В 3:02,73 | А        | Германия · П 3:02,84 | 2              |

### Лыжное двоеборье
| Соревнование        | Спортсмены                                               | Прыжки с трамплина | Прыжки с трамплина | Лыжная гонка | Лыжная гонка | Лыжная гонка | Итоговое время | Место |
| Соревнование        | Спортсмены                                               | Результат          | Место              | Гандикап     | Результат    | Место        | Итоговое время | Место |
| ------------------- | -------------------------------------------------------- | ------------------ | ------------------ | ------------ | ------------ | ------------ | -------------- | ----- |
| Нормальный трамплин | Норихито Кобаяси                                         | 121,0              | 12                 | +0:58        | 25:11,0      | 11           | 26:09,0        | 7     |
| Нормальный трамплин | Акито Ватабэ                                             | 114,5              | 27                 | +1:24        | 25:41,0      | 23           | 27:05,0        | 21    |
| Нормальный трамплин | Тайхэй Като                                              | 114,0              | 28                 | +1:26        | 25:43,9      | 25           | 27:09,9        | 24    |
| Нормальный трамплин | Дайто Такахаси                                           | 119,5              | 13                 | +1:04        | 26:21,0      | 33           | 27:25,0        | 27    |
| Большой трамплин    | Акито Ватабэ                                             | 112,5              | 9                  | +0:58        | 25:23,7      | 11           | 26:21,7        | 9     |
| Большой трамплин    | Юсукэ Минато                                             | 87,0               | 34                 | +2:40        | 25:30,0      | 13           | 28:10,0        | 26    |
| Большой трамплин    | Норихито Кобаяси                                         | 90,5               | 30                 | +2:26        | 26:00,1      | 23           | 28:26,1        | 27    |
| Большой трамплин    | Тайхэй Като                                              | 90,2               | 31                 | +2:27        | 26:11,0      | 28           | 28:38,0        | 30    |
| Эстафета            | Дайто Такахаси Акито Ватабэ Норихито Кобаяси Тайхэй Като | 475,9              | 4                  | +0:41        | 50:04,8      | 6            | 50:45,8        | 6     |

### Лыжные гонки
Мужчины
Дистанционные гонки
| Соревнование                 | Спортсмены  | Результат | Место |
| ---------------------------- | ----------- | --------- | ----- |
| 15 км свободным стилем       | Нобу Нарусэ | 36:01,6   | 49    |
| Гонка преследования 15+15 км | Нобу Нарусэ | 1:22:11,1 | 39    |
| Масс-старт 50 км             | Нобу Нарусэ | 2:10:59,2 | 35    |

Спринт
| Соревнование     | Спортсмены            | Квалификация  | Квалификация  | Четвертьфинал | Четвертьфинал | Четвертьфинал | Полуфинал            | Полуфинал            | Полуфинал            | Финал                 | Финал                 | Итоговое место |
| Соревнование     | Спортсмены            | Результат     | Место         | Заезд         | Результат     | Место         | Заезд                | Результат            | Место                | Результат             | Место                 | Итоговое место |
| ---------------- | --------------------- | ------------- | ------------- | ------------- | ------------- | ------------- | -------------------- | -------------------- | -------------------- | --------------------- | --------------------- | -------------- |
| Спринт           | Юити Онда             | 3:38,49       | 11            | 1             | 3:37,9        | 4             | Завершил выступление | Завершил выступление | Завершил выступление | Завершил выступление  | Завершил выступление  | 17             |
| Командный спринт | Юити Онда Нобу Нарусэ | Не проводится | Не проводится | Не проводится | Не проводится | Не проводится | 2                    | 18:54,8              | 7                    | Завершили выступление | Завершили выступление | 13             |

Женщины
Дистанционные гонки
| Соревнование                   | Спортсмены                                                 | Результат | Место |
| ------------------------------ | ---------------------------------------------------------- | --------- | ----- |
| 10 км свободным стилем         | Нобуко Фукуда                                              | 27:47,7   | 51    |
| 10 км свободным стилем         | Митико Касивабара                                          | 28:32,0   | 60    |
| Гонка преследования 7,5+7,5 км | Масако Исида                                               | 42:24,3   | 20    |
| Масс-старт на 30 км            | Масако Исида                                               | 1:31:56,5 | 5     |
| Масс-старт на 30 км            | Мадока Нацуми                                              | 1:37:35,4 | 30    |
| Эстафета 4×5 км                | Масако Исида Мадока Нацуми Нобуко Фукуда Митико Касивабара | 57:40,4   | 8     |

Спринт
| Соревнование     | Спортсмены                  | Квалификация  | Квалификация  | Четвертьфинал | Четвертьфинал | Четвертьфинал | Полуфинал             | Полуфинал             | Полуфинал             | Финал                 | Финал                 | Итоговое место |
| Соревнование     | Спортсмены                  | Результат     | Место         | Заезд         | Результат     | Место         | Заезд                 | Результат             | Место                 | Результат             | Место                 | Итоговое место |
| ---------------- | --------------------------- | ------------- | ------------- | ------------- | ------------- | ------------- | --------------------- | --------------------- | --------------------- | --------------------- | --------------------- | -------------- |
| Спринт           | Мадока Нацуми               | 3:48,48       | 22            | 4             | 3:42,4        | 6             | Завершила выступление | Завершила выступление | Завершила выступление | Завершила выступление | Завершила выступление | 27             |
| Командный спринт | Нобуко Фукуда Мадока Нацуми | Не проводится | Не проводится | Не проводится | Не проводится | Не проводится | 1                     | 19:51,7               | 6                     | Завершили выступление | Завершили выступление | 12             |

### Прыжки на лыжах с трамплина
| Соревнование                  | Спортсмены                                          | Квалификация  | Квалификация  | Финал     | Финал    | Финал                | Финал                | Финал                | Финал                | Итоговое место |
| Соревнование                  | Спортсмены                                          | Результат     | Место         | 1 прыжок  | 1 прыжок | 2 прыжок             | 2 прыжок             | Всего                | Место                | Итоговое место |
| Соревнование                  | Спортсмены                                          | Результат     | Место         | Результат | Место    | Результат            | Место                | Всего                | Место                | Итоговое место |
| ----------------------------- | --------------------------------------------------- | ------------- | ------------- | --------- | -------- | -------------------- | -------------------- | -------------------- | -------------------- | -------------- |
| Нормальный трамплин           | Дайки Ито                                           | 134,5         | 4             | 125,0     | 10       | 124,5                | 14                   | 249,5                | 15                   | 15             |
| Нормальный трамплин           | Нориаки Касай                                       | 133,5         | 6             | 120,5     | 19       | 124,0                | 16                   | 244,5                | 17                   | 17             |
| Нормальный трамплин           | Таку Такэути                                        | 113,5         | 33            | 110,5     | 34       | Завершил выступление | Завершил выступление | Завершил выступление | Завершил выступление | 34             |
| Нормальный трамплин           | Сёхэй Тотимото                                      | 111,0         | 39            | 108,5     | 37       | Завершил выступление | Завершил выступление | Завершил выступление | Завершил выступление | 37             |
| Большой трамплин              | Нориаки Касай                                       | 143,5         | 1             | 105,7     | 21       | 133,5                | 5                    | 239,2                | 8                    | 8              |
| Большой трамплин              | Дайки Ито                                           | 142,6         | 2             | 95,6      | 30       | 121,3                | 11                   | 216,9                | 20                   | 20             |
| Большой трамплин              | Таку Такэути                                        | 121,6         | 22            | 83,9      | 37       | Завершил выступление | Завершил выступление | Завершил выступление | Завершил выступление | 37             |
| Большой трамплин              | Сёхэй Тотимото                                      | 123,4         | 19            | 73,4      | 45       | Завершил выступление | Завершил выступление | Завершил выступление | Завершил выступление | 45             |
| Большой трамплин среди команд | Дайки Ито Таку Такэути Сёхэй Тотимото Нориаки Касай | Не проводится | Не проводится | 484,7     | 5        | 523,0                | 5                    | 1007,7               | 5                    | 5              |

### Санный спорт
Мужчины
| Соревнование | Спортсмены     | 1 заезд   | 1 заезд | 2 заезд   | 2 заезд | 3 заезд   | 3 заезд | 4 заезд   | 4 заезд | Итоговый результат | Итоговое место |
| Соревнование | Спортсмены     | Результат | Место   | Результат | Место   | Результат | Место   | Результат | Место   | Итоговый результат | Итоговое место |
| ------------ | -------------- | --------- | ------- | --------- | ------- | --------- | ------- | --------- | ------- | ------------------ | -------------- |
| Одиночки     | Такахиса Огути | 49,542    | 30      | 49,780    | 30      | 49,818    | 31      | 49,903    | 32      | 3:19,040           | 30             |

Женщины
| Соревнование | Спортсмены    | 1 заезд   | 1 заезд | 2 заезд   | 2 заезд | 3 заезд   | 3 заезд | 4 заезд   | 4 заезд | Итоговый результат | Итоговое место |
| Соревнование | Спортсмены    | Результат | Место   | Результат | Место   | Результат | Место   | Результат | Место   | Итоговый результат | Итоговое место |
| ------------ | ------------- | --------- | ------- | --------- | ------- | --------- | ------- | --------- | ------- | ------------------ | -------------- |
| Одиночки     | Мадока Харада | 42,608    | 26      | 42,112    | 16      | 42,572    | 20      | 43,188    | 26      | 2:50,480           | 26             |
| Одиночки     | Ая Ясуда      | DSQ       | DSQ     | DSQ       | DSQ     | DSQ       | DSQ     | DSQ       | DSQ     | DSQ                | DSQ            |

### Скелетон
Мужчины
| Соревнование | Спортсмены     | 1 заезд   | 1 заезд | 2 заезд   | 2 заезд | 3 заезд   | 3 заезд | 4 заезд   | 4 заезд | Итоговый результат | Итоговое место |
| Соревнование | Спортсмены     | Результат | Место   | Результат | Место   | Результат | Место   | Результат | Место   | Итоговый результат | Итоговое место |
| ------------ | -------------- | --------- | ------- | --------- | ------- | --------- | ------- | --------- | ------- | ------------------ | -------------- |
| Мужчины      | Синсукэ Таяма  | 53,94     | 19      | 53,84     | 18      | 54,03     | 21      | 53,36     | 18      | 3:35,17            | 19             |
| Мужчины      | Кадзухиро Коси | 54,02     | 20      | 54,10     | 20      | 53,74     | 19      | 53,42     | 19      | 3:35,28            | 20             |
| Женщины      | Нодзоми Комуро | DSQ       | DSQ     | DSQ       | DSQ     | DSQ       | DSQ     | DSQ       | DSQ     | DSQ                | DSQ            |

### Сноуборд
Хафпайп
| Соревнование | Спортсмены       | Квалификация | Квалификация | Квалификация | Квалификация | Полуфинал             | Полуфинал             | Полуфинал             | Финал                 | Финал                 | Финал                 | Итоговое место |
| Соревнование | Спортсмены       | Заезд        | 1 спуск      | 2 спуск      | Место        | 1 спуск               | 2 спуск               | Место                 | 1 спуск               | 2 спуск               | Место                 | Итоговое место |
| ------------ | ---------------- | ------------ | ------------ | ------------ | ------------ | --------------------- | --------------------- | --------------------- | --------------------- | --------------------- | --------------------- | -------------- |
| Мужчины      | Кадзухиро Кокубо | 2            | 42,1         | 42,5         | 2            | Не участвовал         | Не участвовал         | Не участвовал         | 30,5                  | 35,7                  | 8                     | 8              |
| Мужчины      | Рё Аоно          | 1            | 33,2         | 43,1         | 2            | Не участвовал         | Не участвовал         | Не участвовал         | 32,9                  | 29,1                  | 9                     | 9              |
| Мужчины      | Кохэй Кудо       | 2            | 3,2          | 37,1         | 7            | 30,6                  | 33,5                  | 8                     | Завершил выступление  | Завершил выступление  | Завершил выступление  | 14             |
| Мужчины      | Дайсукэ Мураками | 2            | 15,1         | 23,5         | 15           | Завершил выступление  | Завершил выступление  | Завершил выступление  | Завершил выступление  | Завершил выступление  | Завершил выступление  | 27             |
| Женщины      | Сихо Накасима    | 1            | 34,8         | 37,0         | 9            | 34,9                  | 15,2                  | 7                     | Завершила выступление | Завершила выступление | Завершила выступление | 13             |
| Женщины      | Соко Ямаока      | 1            | 34,8         | 37,0         | 9            | 30,6                  | 24,9                  | 10                    | Завершила выступление | Завершила выступление | Завершила выступление | 16             |
| Женщины      | Рана Окада       | 1            | 7,2          | 2,7          | 29           | Завершила выступление | Завершила выступление | Завершила выступление | Завершила выступление | Завершила выступление | Завершила выступление | 29             |

Бордеркросс
| Соревнование | Спортсмены | Квалификация | Квалификация | 1/8 финала    | 1/8 финала    | Четвертьфинал | Четвертьфинал | Полуфинал             | Полуфинал             | Финал                 | Финал                 | Итоговое место |
| Соревнование | Спортсмены | Результат    | Место        | Заезд         | Место         | Заезд         | Место         | Заезд                 | Место                 | Название              | Место                 | Итоговое место |
| ------------ | ---------- | ------------ | ------------ | ------------- | ------------- | ------------- | ------------- | --------------------- | --------------------- | --------------------- | --------------------- | -------------- |
| Женщины      | Нацуко Дои | 1:31,2       | 14           | Не проводится | Не проводится | 3             | 3             | Завершила выступление | Завершила выступление | Завершила выступление | Завершила выступление | 14             |

Параллельный гигантский слалом
| Соревнование | Спортсмены     | Квалификация | Квалификация | Квалификация | Квалификация | 1/8 финала            | Четвертьфинал         | Стадия                | Полуфинал             | Финал                 | Место |
| Соревнование | Спортсмены     | 1 спуск      | 2 спуск      | Всего        | Место        | Соперник Результат    | Соперник Результат    | Стадия                | Соперник Результат    | Соперник Результат    | Место |
| ------------ | -------------- | ------------ | ------------ | ------------ | ------------ | --------------------- | --------------------- | --------------------- | --------------------- | --------------------- | ----- |
| Мужчины      | Юки Нофудзи    | 42,42        | 41,46        | 1:23,88      | 27           | Завершил выступление  | Завершил выступление  | Завершил выступление  | Завершил выступление  | Завершил выступление  | 27    |
| Женщины      | Томока Такэути | 41,61        | 42,81        | 1:24,42      | 10           | AUTК. Риглер П +12,68 | Завершила выступление | Завершила выступление | Завершила выступление | Завершила выступление | 13    |
| Женщины      | Эри Янэтани    | 41,57        | 44,82        | 1:26,39      | 21           | Завершила выступление | Завершила выступление | Завершила выступление | Завершила выступление | Завершила выступление | 21    |

### Фигурное катание
| Соревнование              | Спортсмены          | Обязательный танец | Обязательный танец | Короткая программа/ оригинальный танец | Короткая программа/ оригинальный танец | Произвольная программа/ произвольный танец | Произвольная программа/ произвольный танец | Всего        | Всего |
| Соревнование              | Спортсмены          | Сумма баллов       | Место              | Сумма баллов                           | Место                                  | Сумма баллов                               | Место                                      | Сумма баллов | Место |
| ------------------------- | ------------------- | ------------------ | ------------------ | -------------------------------------- | -------------------------------------- | ------------------------------------------ | ------------------------------------------ | ------------ | ----- |
| Мужское одиночное катание | Дайсукэ Такахаси    | Не проводится      | Не проводится      | 90,25                                  | 3                                      | 156,98                                     | 5                                          | 247,3        | 3     |
| Мужское одиночное катание | Нобунари Ода        | Не проводится      | Не проводится      | 84,85                                  | 4                                      | 153,69                                     | 7                                          | 238,54       | 7     |
| Мужское одиночное катание | Такахико Кодзука    | Не проводится      | Не проводится      | 79,59                                  | 8                                      | 151,60                                     | 8                                          | 231,19       | 8     |
| Женское одиночное катание | Мао Асада           | Не проводится      | Не проводится      | 73,78                                  | 2                                      | 131,72                                     | 2                                          | 205,50       | 2     |
| Женское одиночное катание | Мики Андо           | Не проводится      | Не проводится      | 64,76                                  | 4                                      | 124,10                                     | 6                                          | 188,86       | 5     |
| Женское одиночное катание | Акико Судзуки       | Не проводится      | Не проводится      | 61,02                                  | 11                                     | 120,42                                     | 7                                          | 181,44       | 8     |
| Танцы на льду             | Кэти Рид / Крис Рид | 29,49              | 18                 | 50,81                                  | 14                                     | 79,30                                      | 16                                         | 159,60       | 17    |

### Фристайл
Могул
| Соревнование | Спортсмены   | Квалификация | Квалификация | Квалификация | Финал                | Финал                | Финал                | Итоговое место |
| Соревнование | Спортсмены   | Время        | Очки         | Место        | Время                | Очки                 | Место                | Итоговое место |
| ------------ | ------------ | ------------ | ------------ | ------------ | -------------------- | -------------------- | -------------------- | -------------- |
| Мужчины      | Сё Эндо      | 24,69        | 24,36        | 8            | 23,52                | 25,38                | 7                    | 7              |
| Мужчины      | Нобуюки Ниси | 25,74        | 23,52        | 15           | 23,92                | 25,11                | 9                    | 9              |
| Мужчины      | Юго Цукита   | 25,34        | 23,80        | 11           | 24,98                | 22,74                | 17                   | 17             |
| Мужчины      | Кай Одзаки   | 23,34        | 23,80        | 24           | Завершил выступление | Завершил выступление | Завершил выступление | 24             |
| Женщины      | Айко Уэмура  | 29,11        | 24,31        | 5            | 28,88                | 24,68                | 4                    | 4              |
| Женщины      | Ариса Мурата | 30,81        | 22,99        | 11           | 30,05                | 23,22                | 8                    | 8              |
| Женщины      | Мики Ито     | 32,06        | 21,81        | 15           | 31,51                | 21,63                | 12                   | 12             |
| Женщины      | Таэ Сатоя    | 29,32        | 22,15        | 13           | 33,69                | 12,85                | 19                   | 19             |

Ски-кросс
| Соревнование | Спортсмены        | Квалификация | Квалификация | 1/8 финала | 1/8 финала | Четвертьфинал         | Четвертьфинал         | Полуфинал             | Полуфинал             | Финал                 | Финал                 | Итоговое место |
| Соревнование | Спортсмены        | Результат    | Место        | Заезд      | Место      | Заезд                 | Место                 | Заезд                 | Место                 | Название              | Место                 | Итоговое место |
| ------------ | ----------------- | ------------ | ------------ | ---------- | ---------- | --------------------- | --------------------- | --------------------- | --------------------- | --------------------- | --------------------- | -------------- |
| Мужчины      | Хирооми Такидзава | 1:15,03      | 26           | 7          | 3          | Завершил выступление  | Завершил выступление  | Завершил выступление  | Завершил выступление  | Завершил выступление  | Завершил выступление  | 29             |
| Женщины      | Норико Фукусима   | 1:20,56      | 21           | 4          | 3          | Завершила выступление | Завершила выступление | Завершила выступление | Завершила выступление | Завершила выступление | Завершила выступление | 22             |

### Шорт-трек
Мужчины
| Соревнование | Спортсмены         | Отборочный раунд | Отборочный раунд | Отборочный раунд | Четвертьфинал        | Четвертьфинал        | Четвертьфинал        | Полуфинал            | Полуфинал            | Полуфинал            | Финал                | Финал                | Финал                | Итоговое место |
| Соревнование | Спортсмены         | Забег            | Результат        | Место            | Забег                | Результат            | Место                | Забег                | Результат            | Место                | Название             | Результат            | Место                | Итоговое место |
| ------------ | ------------------ | ---------------- | ---------------- | ---------------- | -------------------- | -------------------- | -------------------- | -------------------- | -------------------- | -------------------- | -------------------- | -------------------- | -------------------- | -------------- |
| 500 метров   | Дзюмпэй Ёсидзава   | 8                | 42,158           | 2                | 3                    | 41,906               | 4                    | Завершил выступление | Завершил выступление | Завершил выступление | Завершил выступление | Завершил выступление | Завершил выступление | 14             |
| 500 метров   | Такахиро Фудзимото | 1                | 42,366           | 4                | Завершил выступление | Завершил выступление | Завершил выступление | Завершил выступление | Завершил выступление | Завершил выступление | Завершил выступление | Завершил выступление | Завершил выступление | 26             |
| 1000 метров  | Юдзо Такамидо      | 8                | 1:26,074         | 3                | Завершил выступление | Завершил выступление | Завершил выступление | Завершил выступление | Завершил выступление | Завершил выступление | Завершил выступление | Завершил выступление | Завершил выступление | 20             |
| 1000 метров  | Такахиро Фудзимото | 7                | 1:26,359         | 4                | Завершил выступление | Завершил выступление | Завершил выступление | Завершил выступление | Завершил выступление | Завершил выступление | Завершил выступление | Завершил выступление | Завершил выступление | 27             |
| 1500 метров  | Такахиро Фудзимото | 6                | 2:16,155         | 3                | Не проводится        | Не проводится        | Не проводится        | 3                    | 2:15,984             | 6                    | Завершил выступление | Завершил выступление | Завершил выступление | 17             |
| 1500 метров  | Дзюмпэй Ёсидзава   | 2                | 2:30,701         | 5                | Не проводится        | Не проводится        | Не проводится        | 1                    | 2:15,129             | 6                    | Завершил выступление | Завершил выступление | Завершил выступление | 18             |
| 1500 метров  | Юдзо Такамидо      | 3                | 2:15,402         | 5                | Не проводится        | Не проводится        | Не проводится        | Завершил выступление | Завершил выступление | Завершил выступление | Завершил выступление | Завершил выступление | Завершил выступление | 29             |

Женщины
| Соревнование | Спортсмены                                                 | Отборочный раунд | Отборочный раунд | Отборочный раунд | Четвертьфинал         | Четвертьфинал         | Четвертьфинал         | Полуфинал             | Полуфинал             | Полуфинал             | Финал                 | Финал                 | Финал                 | Итоговое место |
| Соревнование | Спортсмены                                                 | Забег            | Результат        | Место            | Забег                 | Результат             | Место                 | Забег                 | Результат             | Место                 | Название              | Результат             | Место                 | Итоговое место |
| ------------ | ---------------------------------------------------------- | ---------------- | ---------------- | ---------------- | --------------------- | --------------------- | --------------------- | --------------------- | --------------------- | --------------------- | --------------------- | --------------------- | --------------------- | -------------- |
| 500 метров   | Юи Сакаи                                                   | 6                | 44,331           | 3                | Завершила выступление | Завершила выступление | Завершила выступление | Завершила выступление | Завершила выступление | Завершила выступление | Завершила выступление | Завершила выступление | Завершила выступление | 17             |
| 500 метров   | Биба Сакураи                                               | 5                | 45,146           | 4                | Завершила выступление | Завершила выступление | Завершила выступление | Завершила выступление | Завершила выступление | Завершила выступление | Завершила выступление | Завершила выступление | Завершила выступление | 26             |
| 1000 метров  | Мика Одзава                                                | 3                | 1:32,577         | 2                | 1                     | 1:32,183              | 4                     | Завершила выступление | Завершила выступление | Завершила выступление | Завершила выступление | Завершила выступление | Завершила выступление | 15             |
| 1000 метров  | Аюко Ито                                                   | 5                | 1:31,137         | 3                | Завершила выступление | Завершила выступление | Завершила выступление | Завершила выступление | Завершила выступление | Завершила выступление | Завершила выступление | Завершила выступление | Завершила выступление | 18             |
| 1000 метров  | Биба Сакураи                                               | 6                | 1:36,416         | 3                | Завершила выступление | Завершила выступление | Завершила выступление | Завершила выступление | Завершила выступление | Завершила выступление | Завершила выступление | Завершила выступление | Завершила выступление | 23             |
| 1500 метров  | Хироко Садаканэ                                            | 6                | 2:28,046         | 2                | Не проводится         | Не проводится         | Не проводится         | 1                     | 2:24,901              | 4                     | B                     | 2:43,135              | 4                     | 12             |
| 1500 метров  | Биба Сакураи                                               | 3                | 2:30,458         | 5                | Не проводится         | Не проводится         | Не проводится         | Завершила выступление | Завершила выступление | Завершила выступление | Завершила выступление | Завершила выступление | Завершила выступление | 28             |
| 1500 метров  | Мика Одзава                                                | 5                | DSQ              | DSQ              | Не проводится         | Не проводится         | Не проводится         | Завершила выступление | Завершила выступление | Завершила выступление | Завершила выступление | Завершила выступление | Завершила выступление | —              |
| Эстафета     | Биба Сакураи Аюко Ито Мика Одзава Юи Сакаи Хироко Садаканэ | Не проводится    | Не проводится    | Не проводится    | Не проводится         | Не проводится         | Не проводится         | 2                     | 4:13,752              | 3                     | B                     | 4:28,745              | 4                     | 7              |